# Figline Vegliaturo
Figline Vegliaturo är en ort och kommun i provinsen Cosenza i regionen Kalabrien i Italien. Kommunen hade 1 160 invånare (2018).